# エリスの聖杯
『エリスの聖杯』（エリスのせいはい）は、常磐くじらによる日本のライトノベル。小説投稿サイト「小説家になろう」にて2017年10月16日から2018年8月4日まで連載され、その後後日談が連載中。全4巻の書籍版がGAノベル（SBクリエイティブ）より2019年11月から2022年3月まで刊行され、2024年11月には新作となる第5巻を加えた新装版がDREノベルス（ドリコム）より刊行された。イラストは夕薙。シリーズ累計発行部数は100万部を突破している。
メディアミックスとして、桃山ひなせ作画によるコミカライズが『マンガUP!』（スクウェア・エニックス）にて2019年11月3日より配信。2024年10月18日より、S.濃すぎ作画によるコミカライズ『エリスの聖杯S』が『DREコミックス』（ドリコム）にて連載。原作第4巻「ファリスの星冠」編の漫画化となる。また、テレビアニメが2026年1月から放送予定。

## 登場人物
声の項はテレビアニメ版の声優。
コンスタンス・グレイル
声 - 市ノ瀬加那
スカーレット・カスティエル
声 - 鈴代紗弓
ランドルフ・アルスター
声 - 阿座上洋平
リリィ・オーラミュンデ
声 - M・A・O

## 既刊一覧

### 小説
- 常磐くじら（著）・ 夕薙（イラスト）『エリスの聖杯』 SBクリエイティブ〈GAノベル〉、全4巻
  1. 2019年11月14日発売[11]、ISBN 978-4-8156-0381-6
  2. 2020年5月14日発売[12]、ISBN 978-4-8156-0561-2
  3. 2020年10月14日発売[13]、ISBN 978-4-8156-0769-2
  4. 2022年3月12日発売[14]、ISBN 978-4-8156-1060-9
- 常磐くじら（著）・ 夕薙（イラスト）、ドリコム〈DREノベルス〉、全5巻
  - 『エリスの聖杯1 運命の邂逅』、2024年11月7日発売[15]、ISBN 978-4-4343-4447-3
  - 『エリスの聖杯2 運命の交錯』、2024年11月7日発売[16]、ISBN 978-4-4343-4448-0
  - 『エリスの聖杯3 運命の果てに』、2024年11月7日発売[17]、ISBN 978-4-4343-4449-7
  - 『エリスの聖杯4 ファリスの星冠』、2024年11月7日発売[18]、ISBN 978-4-4343-4450-3
  - 『エリスの聖杯5 モイライの天秤』、2024年11月7日発売[19]、ISBN 978-4-4343-4451-0

### 漫画
- 常磐くじら（著）・ 桃山ひなせ（漫画）・夕薙（キャラクター原案）『エリスの聖杯』 スクウェア・エニックス〈ガンガンコミックスUP!〉、既刊12巻（2025年3月7日現在）
  1. 2019年11月12日発売[20]、ISBN 978-4-7575-6370-4
  2. 2020年5月12日発売[21]、ISBN 978-4-7575-6643-9
  3. 2020年9月7日発売[22]、ISBN 978-4-7575-6824-2
  4. 2021年3月5日発売[23]、ISBN 978-4-7575-7130-3
  5. 2021年9月7日発売[24]、ISBN 978-4-7575-7444-1
  6. 2022年3月7日発売[25]、ISBN 978-4-7575-7773-2
  7. 2022年9月7日発売[26]、ISBN 978-4-7575-8119-7
  8. 2023年3月7日発売[27]、ISBN 978-4-7575-8450-1
  9. 2023年9月7日発売[28]、ISBN 978-4-7575-8772-4
  10. 2024年3月7日発売[29]、ISBN 978-4-7575-9085-4
  11. 2024年11月7日発売[30]、ISBN 978-4-7575-9505-7
  12. 2025年3月7日発売[31]、ISBN 978-4-7575-9724-2
- S.濃すぎ（漫画）・常磐くじら（原作）・夕薙（キャラクター原案） 『エリスの聖杯S』 ドリコム〈DREコミックス〉、既刊1巻（2025年3月19日現在）
  1. 2025年3月19日発売[32][33]、ISBN 978-4-434-35417-5

## テレビアニメ
2024年10月20日にアニメ化が発表。2026年1月からTBS系列ほかにて放送予定。

### スタッフ
- 原作 - 常磐くじら[10]
- キャラクター原案 - 夕薙[10]
- 監督 - 森田と純平[10]
- シリーズ構成・脚本 - 山下憲一[10]
- キャラクターデザイン - 河口千恵[10]
- サブキャラクターデザイン - 湯川純[10]
- 美術監督 - 須江信人[10]
- 色彩設計 - 山上愛子[10]
- 撮影監督 - 蒲原有子[10]
- 編集 - 佐野由里子[10]
- 音響監督 - 森田祐一[10]
- プロデュース - グッドスマイルフィルム、DREピクチャーズ[10]
- アニメーション制作 - 葦プロダクション[10]

### 放送局
| 放送期間    | 放送時間 | 放送局        | 対象地域 | 備考   |
| ----------- | -------- | ------------- | -------- | ------ |
| 2026年1月 - | 未発表   | TBS系列全28局 | 日本国内 |        |
|             |          | BS11          | 日本全域 | BS放送 |